# دوبيه
دوبيه هي إحدى القرى اللبنانية من قرى قضاء بنت جبيل في محافظة النبطية.
تتبع إداريا لبلدة شقرا  المجاورة لها 